# Everybody's Talkin'
"Everybody's Talkin'" is een nummer van de Amerikaanse singer-songwriter Fred Neil. Het verscheen op zijn album Fred Neil uit 1966. In 1968 werd het door Harry Nilsson op zijn album Aerial Ballet gecoverd. In juli van dat jaar werd het uitgebracht als de tweede en laatste single van het album.

## Achtergrond
"Everybody's Talkin'" is geschreven door Fred Neil. Hij schreef het tegen het einde van de opnamesessies. Hij kon niet wachten om het album af te maken en terug naar huis te gaan. Van zijn manager moest hij nog een liedje schrijven voordat hij kon vertrekken. Het resultaat van deze schrijfsessie was "Everbody's Talkin'", dat in een take werd opgenomen. In 1967 werd het gecoverd door Harry Nilsson, die op zoek was naar een hit. Producer Rick Jarrard stelde dit nummer aan hem voor, en op 13 november 1967 werd het door Nilsson op de plaat gezet. Op de opname zijn verder ook gitarist Al Casey, pianist Mike Melvoin, basgitarist Larry Knechtel en drummer Jim Gordon te horen.
Nilsson bracht zijn versie van "Everybody's Talkin'" in juli 1968 uit als single, maar deze uitgave werd geen succes. Het kwam niet verder dan plaats 13 in de Bubbling Under Hot 100, een lijst met nummers die worden getipt om in de Amerikaanse Billboard Hot 100 te komen. In 1969 werd het gebruikt als themalied voor de film Midnight Cowboy; Nilsson schreef zelf het nummer "I Guess the Lord Must Be in New York City" voor de film, maar regisseur John Schlesinger koos om "Everybody's Talkin'" te gebruiken. Als gevolg hiervan verscheen het opnieuw als single. Dit keer werd het wel een hit met de zesde plaats in de Hot 100 en plaats 23 in de Britse UK Singles Chart. Ook werd het een nummer 1-hit in Canada. In Nederland piekte de single op plaats 34 in de Top 40. In 1970 ontving Nilsson een Grammy Award voor het nummer in de categorie Best Contemporary Vocal Performance, Male.
"Everybody's Talkin'" is door een groot aantal andere artiesten opgenomen, onder wie Louis Armstrong, The Bachelors, The Beautiful South, Tony Bennett, Crosby, Stills & Nash, Neil Diamond, Lena Horne, Julio Iglesias, Harold Melvin and the Blue Notes, Liza Minnelli, Willie Nelson, Leonard Nimoy, Piet Noordijk, Madeleine Peyroux, Spanky & Our Gang, Bill Withers en Stevie Wonder. De versie van The Beautiful South verscheen in 1994 als single en bereikte een aantal hitlijsten, waaronder de UK Singles Chart met de twaalfde plaats als hoogste notering.

## Hitnoteringen

### Nederlandse Top 40
| Hitnotering: 27-12-1969 t/m 10-01-1970 | Hitnotering: 27-12-1969 t/m 10-01-1970 | Hitnotering: 27-12-1969 t/m 10-01-1970 | Hitnotering: 27-12-1969 t/m 10-01-1970 | Hitnotering: 27-12-1969 t/m 10-01-1970 |
| Week                                   | 1                                      | 2                                      | 3                                      |                                        |
| -------------------------------------- | -------------------------------------- | -------------------------------------- | -------------------------------------- | -------------------------------------- |
| Nummer                                 | 39                                     | 34                                     | 36                                     | uit                                    |

### NPO Radio 2 Top 2000
| Nummer met noteringen in de NPO Radio 2 Top 2000 | '99  | '00  | '01  | '02  | '03  | '04  | '05  | '06  | '07  | '08  |
| ------------------------------------------------ | ---- | ---- | ---- | ---- | ---- | ---- | ---- | ---- | ---- | ---- |
| Everybody's Talkin'                              | 1028 | 1489 | 1494 | 1295 | 1453 | 1569 | 1821 | 1775 | 1638 | 1632 |

1. ↑  Een vetgedrukt getal geeft de hoogste notering aan.
2. ↑  Deze tabel is bijgewerkt tot en met de laatste editie (2024).